# 風岡典之
風岡 典之（かざおか のりゆき、1946年（昭和21年）9月15日 - ）は、日本の建設・国土交通官僚。国土交通審議官、国土交通事務次官、宮内庁次長、宮内庁長官を歴任。新潟県出身。

## 経歴
- 1968年（昭和43年）9月12日 - 国家公務員採用上級甲種試験（区分：法律）合格
- 1969年（昭和44年）
  - 3月 - 東京教育大学文学部社会科学科法律政治学専攻（現：筑波大学社会・国際学群社会学類）卒業
  - 4月 - 建設省入省[2]
- 1985年（昭和60年）7月10日 - 建設大臣官房会計課企画官
- 1986年（昭和61年）6月17日 - 国土庁長官官房総務課広報室長
- 1987年（昭和62年）7月15日 - 建設大臣官房地方厚生課長
- 1989年（平成元年）6月16日 - 建設大臣官房調査官
- 1991年（平成3年）6月14日 - 建設省建設経済局建設業課長
- 1993年（平成5年）7月2日 - 建設省道路局道路総務課長
- 1994年（平成6年）
  - 7月1日 - 建設大臣官房政策課長
  - 10月1日 - 建設大臣官房福祉環境推進室長兼務
- 1995年（平成7年）6月21日 - 建設大臣官房会計課長
- 1996年（平成8年）7月2日 - 建設大臣官房審議官
- 1998年（平成10年）
  - 6月23日 - 建設省住宅局住宅整備課長兼務
  - 7月1日 - 同兼務解除
- 1999年（平成11年）7月13日 - 建設省建設経済局長
- 2001年（平成13年）
  - 1月6日 - 国土交通省総合政策局長
  - 7月6日 - 国土交通省大臣官房長
- 2002年（平成14年）7月16日 - 国土交通審議官（国土計画・調整関係施策と社会資本整備関係施策を担当）[3]
- 2003年（平成15年）7月18日 - 国土交通事務次官
- 2004年（平成16年）7月1日 - 辞職
- 2005年（平成17年）4月1日 - 宮内庁次長[4]
- 2012年（平成24年）6月1日 - 宮内庁長官[5]
- 2016年（平成28年）9月26日 - 退官[6]
- 2017年（平成29年）6月8日 - 公益財団法人日本住宅総合センター理事長[7]
- 2020年（令和2年）6月18日 - 宮内庁参与[8]